# Miss France (chanson)
 (mai 2013).
Si vous disposez d'ouvrages ou d'articles de référence ou si vous connaissez des sites web de qualité traitant du thème abordé ici, merci de compléter l'article en donnant les références utiles à sa vérifiabilité et en les liant à la section « Notes et références ».
Singles de Helmut Fritz
Ca m'énerve
(2009) Ça gère
(2010)
Pistes de En Observation
07h45 Partout
Miss France est une chanson du chanteur français Helmut Fritz. Elle est parue sur l'album En observation, en tant que second single, après avoir connu le succès de la chanson: Ça m'énerve. 
Cette chanson peut être interprétée comme une moquerie de ce que représente l'univers Miss France. 
Dans les paroles, Helmut Fritz évoque plusieurs marques (bien que floutées visuellement dans le clip) : les magazines Vogue, Marie Claire et Entrevue, la boutique Yves Rocher, les salons de coiffure Franck Provost et Saint Algue, la marque de voiture Peugeot (plus précisément, la Peugeot 307).
Il évoque également les personnalités Jean-Pierre Foucault et Geneviève de Fontenay, dont il ne mentionne que les prénoms, la chaîne Canal+ et l'émission phare Le Grand Journal.
La chanson a atteint la 7e place en France (pour plus de 500 000 unités écoulées), la 15e place en Belgique francophone et la 55e place en Suisse.

## Liste des pistes
| 1. | Miss France (Radio Cut Edit)      | 3:06 |
| 2. | Miss France (Original Club Mix)   | 5:08 |
| 3. | Miss France (Esthetician Dub Mix) | 5:16 |